# بيلي نايت (تنس)
بيلي نايت (بالإنجليزية: Billy Knight)‏ مواليد 12 نوفمبر 1935 في نورثامبتون، هو لاعب كرة مضرب إنجليزي سابق بدأ مسيرته كمحترف سنة 1952 وكان يلعب باليد اليسرى، اعتزل اللعب في 1968. كما أنه أحد أبطال الجراند سلام.

## بطولات حققها
- فرنسا المفتوحة

## النهائيات

### الزوجي المختلط: 2 (الألقاب 1, الوصافة 1)
| الحصيلة | السنة | البطولة            | الأرضية | الشريك       | المنافس                | النتيجة       |
| ------- | ----- | ------------------ | ------- | ------------ | ---------------------- | ------------- |
| الوصافة | 1957  | البطولة الأسترالية | ترابية  | جيل لانغلي   | فاي مولر مال أندرسون   | 5–7, 6–3, 1–6 |
| الفوز   | 1959  | البطولة الفرنسية   | ترابية  | يولا راميريز | رود ليفر رينيه شاورمان | 6–4, 6–4      |

## روابط خارجية
- بيلي نايت على موقع رابطة محترفي التنس (الإنجليزية)
- بيلي نايت على موقع الاتحاد الدولي لكرة المضرب (الإنجليزية)
- بيلي نايت على موقع كأس ديفيز (الإنجليزية)
- بيلي نايت على موقع بطولة ويمبلدون (الإنجليزية)
- بيلي نايت على موقع خلاصة التنس.كوم (الإنجليزية)